# Meranoplus castaneus
Meranoplus castaneus är en myrart som beskrevs av Smith 1857. Meranoplus castaneus ingår i släktet Meranoplus och familjen myror.

## Underarter
Arten delas in i följande underarter:
- M. c. castaneus
- M. c. hammaceros